# KZ2

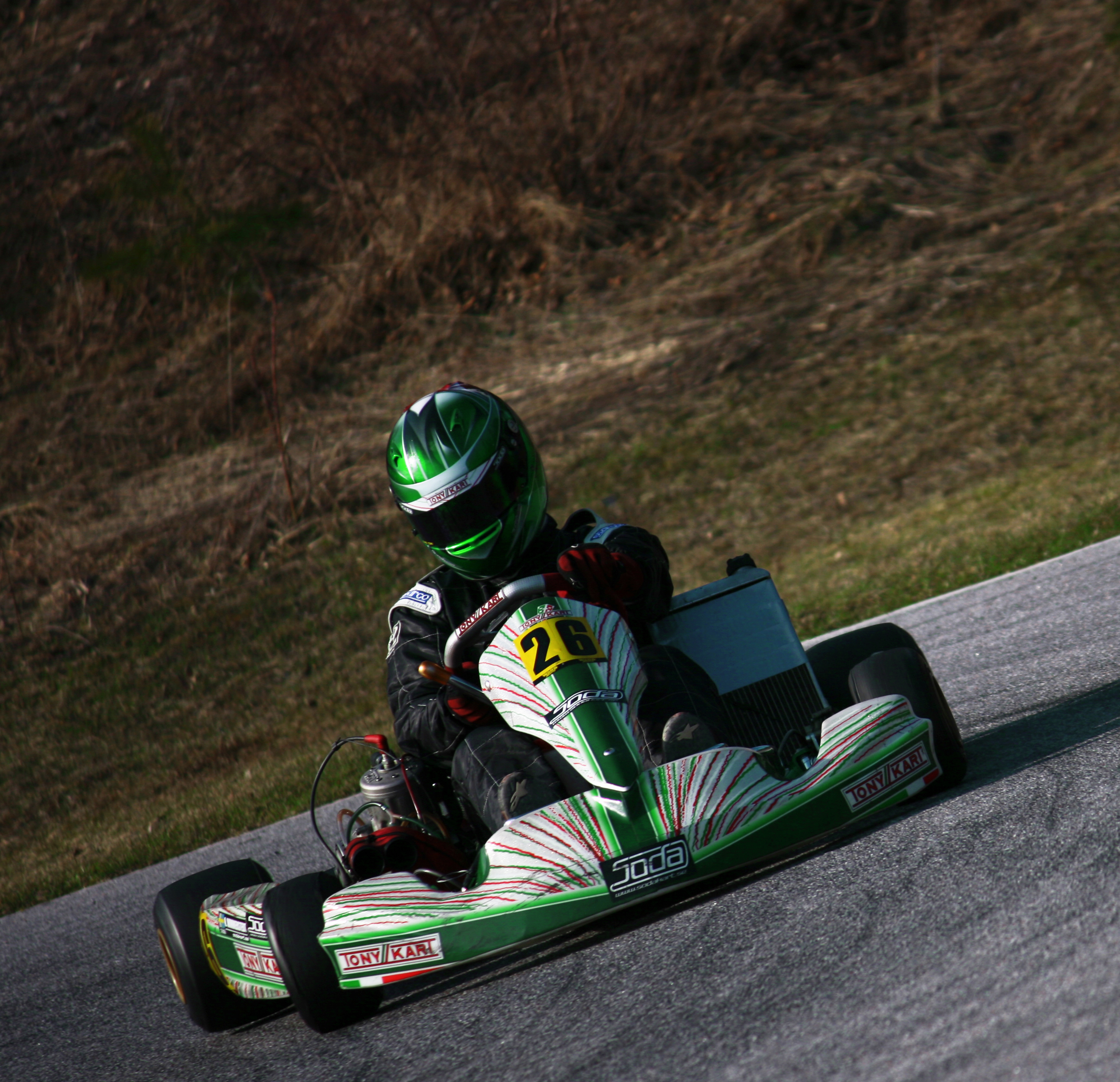
Piloto na KZ2

KZ2 é uma classe de karting que usa motores com potência equivalente a 125 cc, resfriados a água e equipados com um câmbio de 6 velocidades. São karts modificados para receber alavanca de câmbio e embragem de mão, cujo chassis e motor devem ser aprovados pela CIK-FIA. Está aberta a pilotos com 15 anos ou mais. O peso mínimo do carro é de 170 kg, contando com o piloto.
Esta classe é chamada frequentemente de Intercontinental C (ICC) e foi renomeada pela CIK-FIA em Janeiro de 2007.
A classe é disputada em campeonatos nacionais e continentais e é popular nos EUA e na Europa.